# Puck de la colina de Pook
Puck de la colina de Pook es un libro de fantasía escrito por Rudyard Kipling, y publicado en 1906, que contiene una serie de cuentos ambientados en periodos diferentes de la historia inglesa. Pueden tratar tanto fantasía histórica– ya que algunas de las historias del pasado tienen elementos mágicos claros, como fantasía contemporánea– pues describen a un mago activo practicando su magia en la Inglaterra de principios de 1900 cuando se escribió el libro.
Todas las historias son narradas a dos niños que viven cerca de Burwash, en la misma área donde estaba la propia casa de Kipling, Bateman’s, por personas mágicamente sacadas de la historia por el elfo Puck, o contadas por el propio Puck. (Puck, que se refiere a sí mismo como "la Cosa Vieja más vieja de Inglaterra", es más conocido como un personaje de la obra de William Shakespeare, El sueño de una noche de verano.) Los géneros de las historias particulares van de la novela histórica a (Un centurión de la Trigésima, En la gran muralla) a la fantasía para niños (La huida de Dymchurch). Cada historia está insertada entre un poema que relaciona en alguna manera al tema de la historia.
Las historias originalmente aparecieron en la The Strand Magazine en 1906 con ilustraciones de Claude Allen Shepperson, pero H. R. Millar ilustró la primera edición en forma de libro.
T. S. Eliot Incluyó varios de los poemas en su colección de 1941, A Choice of Kipling's Verse.

## Historias y poemas

### Canción de Puck(Puck Song)
Un poema que introduce temas de las historias siguientes.

### La espada de Weland(Weland's Sword)
Una historia de Burwash en el siglo XI, justo antes de la Conquista normanda de Inglaterra, contada por Puck.

### Canción de un árbol(A Tree Song)
Un poema sobre árboles ingleses pero enfatizando la naturaleza simbólica de las especies Roble, Fresno y Espino.

### Los muchachos de la casa solariega(Young Men at the Manor)
Una historia que continúa la anterior, justo después de la conquista normanda. Narrada por sir Richard Dalyngridge, un caballero normando que participó en la conquista y fue recompensado por los sajones con una casa solariega.

### Canción de sir Richard(Sir Richard's Song)
Poema de sir Richard Dalyngridge y cómo se adaptó a vivir en Inglaterra, a pesar de su origen normando.

### Canción de las arpistas danesas(Harp Song of the Done Women)
Un lamento de las mujeres danesas por sus hombres, que se marchan al mar gris para ir con los vikingos.

### Los caballeros de la alegre aventura(The Knights of the Joyous Venture)
Habla de un osado viaje a África hecho por piratas danos después de capturar a sir Richard y su amigo sajón Hugh en el mar.

### Canción de Thorkild(Thorkild Song)
La canción de un marinero danés que espera el viento favorable.

### Los ancianos de Pevensey(Old Men at Pevensey)
Una continuación de las historias anteriores con un cuento de intriga localizado en Pevensey a principios del reinado de Enrique I, año 1100.

### Las runas de la espada de Weland(The Runes on Wealand's Sword)
Un poema que resume las historias del libro hasta este punto.

### Un centurión de la Trigésima(A Centurion of the Thirtieth)
Un poema que comenta cómo las ciudades, los tronos y los poderes son tan transitorios como las flores que florecen durante una semana.

### Un centurión de la Trigésima(A Centurion of the Thietieth)
Una historia que introduce un narrador nuevo, un soldado romano llamado Parnesius, nacido y acuartelado en Gran Bretaña en el siglo IV. Dice cómo su carrera militar empezó bien porque el general Magnus Maximus conocía a su padre.

### Canción de un romano en Bretaña(A British-Roman Song)
La canción de un romano-britón al servicio de Roma, a pesar de que ni él ni sus antepasados han visto nunca la ciudad.

### En la gran muralla(On the Great Wall)
Una historia de la defensa del Muro de Adriano contra los nativos pictos y los invasores escandinavo.

### Canto de Mitra(A Song to Mithras)
Un himno al dios Mitras.

### Los sombreros aludos(The Winged Hats)
Un regreso al Muro de Adriano y el destino final de Magnus Maximus.

### Canción picta(A Pict Song)
La canción de los pictos, explicando que a pesar de que siempre han sido derrotados por los romanos, ganarán al final.

### Hal, el de los dibujos(Hal, o'the Draft)
Un poema sobre cómo los profetas nunca son reconocidos o celebrados en su pueblo nativo.
Una historia del engaño que implica el explorador Sebastián Caboto y el corsario Andrew Barton, probablemente ambientado a finales del siglo XV y contado por sir Harry 'Hal' Dawe.

### Canción de los contrabandistas(A Smuggler's Song)
Cantado por un contrabandista, que aconseja a la gente que mire a otro lado cuando el contrabando circula en la ciudad.

### Canción del niño-abeja(The Bee Boy's Song)
Un poema que explica porqué las abejas de miel tienen que contar todo lo noticiosos o cesarán de producir miel.

### La huida de Dymchurch(Dymchurch Flit)
Un cuento de hadas contado por Puck (disfrazado) en el tiempo de la disolución de los monasterios (aproximadamente 1540).

### Canción a tres voces(A Three Part Song)
Un poema que habla de los tres paisajes principales de Sussex: Weald, Romney Marsh y South Downs.

### Canción de los cinco ríos(The Fifth River)
Cómo Dios asignó los cuatro grandes ríos del Jardín de Eden a los hombres, pero más tarde asignó el quinto gran río secreto a Israel, el Río de Oro.

### El tesoro y la ley(The Treasure and the Law)
Una historia contada por un prestamista judío llamado Kadmiel, sobre el dinero y la intriga que llevaron a la firma de la Carta Magna en 1215. Aquí aprendemos el destino eventual de la mayoría del oro africano que trajo a Pevensey sir Richard Dalyngridge.

### Canción de los niños(The Children's Song)
Una oración patriótica a Dios para enseñar los niños cómo vivir correctamente de modo que su tierra prospere.